# Thamnodynastes rutilus
Thamnodynastes rutilus är en ormart som beskrevs av Prado 1942. Thamnodynastes rutilus ingår i släktet Thamnodynastes och familjen snokar. Inga underarter finns listade i Catalogue of Life.
Denna orm förekommer i centrala och södra Brasilien i delstaterna São Paulo, Minas Gerais, Mato Grosso do Sul, Distrito Federal de Brasília och Goiás. Arten lever i galleriskogar och i savannlandskapet Cerradon intill vattendrag. Den har groddjur och fiskar som föda. Honor lägger inga ägg utan föder levande ungar.
Beståndet hotas regionalt av landskapsförändringar.  I utbredningsområdet ingår flera skyddszoner. IUCN listar arten som livskraftig (LC).